# 拉貝特 (堪薩斯州)
拉貝特（英語：Labette）是一個位於美國堪薩斯州拉貝特縣的城市。

## 地方資料
根據2020年美國人口普查的數據，拉貝特的面積為0.58平方千米，當中陸地面積為0.58平方千米，而水域面積為0.00平方千米。當地共有人口50人，而人口密度為每平方千米86.21人。